# U-1194
Unterseeboot 1195 foi um submarino alemão do Tipo VIIC, pertencente a Kriegsmarine que atuou durante a Segunda Guerra Mundial.

## Comandantes
| Comandante             | Data                                           |
| ---------------------- | ---------------------------------------------- |
| Oblt. Gerhard Nolte    | 21 de outubro de 1943 - 11 de outubro de 1944  |
| Karl-Heinz Laudahn     | 12 de outubro de 1944 - 19 de novembro de 1944 |
| Oblt. Herbert Zeissler | 20 de novembro de 1944 - 9 de maio de 1945     |

## Subordinação
Durante o seu tempo de serviço, esteve subordinado às seguintes flotilhas:
| Período                                         | Flotilha                                      |
| ----------------------------------------------- | --------------------------------------------- |
| 21 de outubro de 1943 - 28 de fevereiro de 1945 | 22. Unterseebootsflottille (submarino escola) |
| 1 de março de 1945 - 8 de maio de 1945          | 31. Unterseebootsflottille (treinamento)      |